# Claude Clerselier

Tractatus de formatione foetus, 1672

Claude Clerselier (* 1614 in Paris; † 1684 ebenda) war ein französischer Philosoph, der Herausgeber und Übersetzer mehrerer Werke von René Descartes war. Außerdem propagierte er die Cartesianische Lehre in Paris nach dem Tod von Descartes und verteidigte sie gegen Angriffe.
Clerselier stammte aus einer Juristenfamilie und war auch selbst Jurist. 
Nach dem Tod von Marin Mersenne 1648 war er der Hauptkontakt von Descartes in Paris. Einen großen Teil des schriftlichen Nachlasses von Descartes (der 1650 starb) erhielt er 1654 von Pierre Chanut, ehemaliger Botschafter in Schweden und danach in Den Haag, der den Nachlass von Descartes in Stockholm ordnete. Chanut war gleichzeitig sein Schwager. Clerselier gab die Briefe von Descartes heraus (1657, 1659, 1667, 3 Bände) und außerdem seinen Traité de l’Homme (Abhandlung über den Menschen, Teil des später aufgegebenen Buchprojekts Le Monde von Descartes; zusammen mit Traite de la formation de foetus) 1664, in Neuauflage 1677 mit Le Monde (Traité de la Lumière) und die Prinzipien 1681 (jeweils in französischer Übersetzung). Eine französische Ausgabe der Meditationen hatte er schon 1647 herausgegeben. Er übersetzte auch die Einwände und Widerlegungen im Anhang zu den Meditationen.
Er bemühte sich, die Ansichten Descartes als mit der Kirche verträglich darzustellen. Nicht zuletzt der Verbreitung durch Clerselier ist es zu verdanken, dass die cartesianische Lehre in Frankreich nach Descartes Ableben eine herausragende Stellung erlangte. Er wurde darin von seinem Schwiegersohn und mathematischen Lehrer Jacques Rohault, der ein Physik-Lehrbuch im Cartesianischen Geist schrieb und durch öffentliche Vorlesungen bekannt war, und dem Philosophen Pierre-Sylvain Régis (1632–1707) unterstützt.
1658 kam es zu einem Briefwechsel mit Pierre de Fermat in Fortsetzung der Auseinandersetzung zwischen Fermat und Descartes in der Optik. Er verkehrte in der Akademie von Montmor.
Er war ein persönlicher Freund von Descartes, den er mehrmals getroffen hatte und mit dem er korrespondierte. Sein Schwager Pierre Chanut war ab 1645 französischer Botschafter in Schweden und über ihn lernte Christina von Schweden die Lehre Descartes kennen und lud diesen nach Schweden ein.
Möglicherweise war er der Onkel des Komödianten und Stückeschreibers Denis Clerselier, genannt Nanteau (geboren um 1650, er trat außer in Frankreich z. B. in den 1670er Jahren in Hannover auf).